# Limonium frederici
Limonium frederici är en triftväxtart som först beskrevs av William Barbey, och fick sitt nu gällande namn av Karl Heinz Rechinger. Limonium frederici ingår i släktet rispar, och familjen triftväxter. Inga underarter finns listade i Catalogue of Life.